# 愛知県道429号・静岡県道293号古真立佐久間線
愛知県道429号・静岡県道293号古真立佐久間線（あいちけんどう429ごう・しずおかけんどう293ごう こまだてさくません）は、愛知県北設楽郡豊根村から静岡県浜松市天竜区に至る一般県道である。

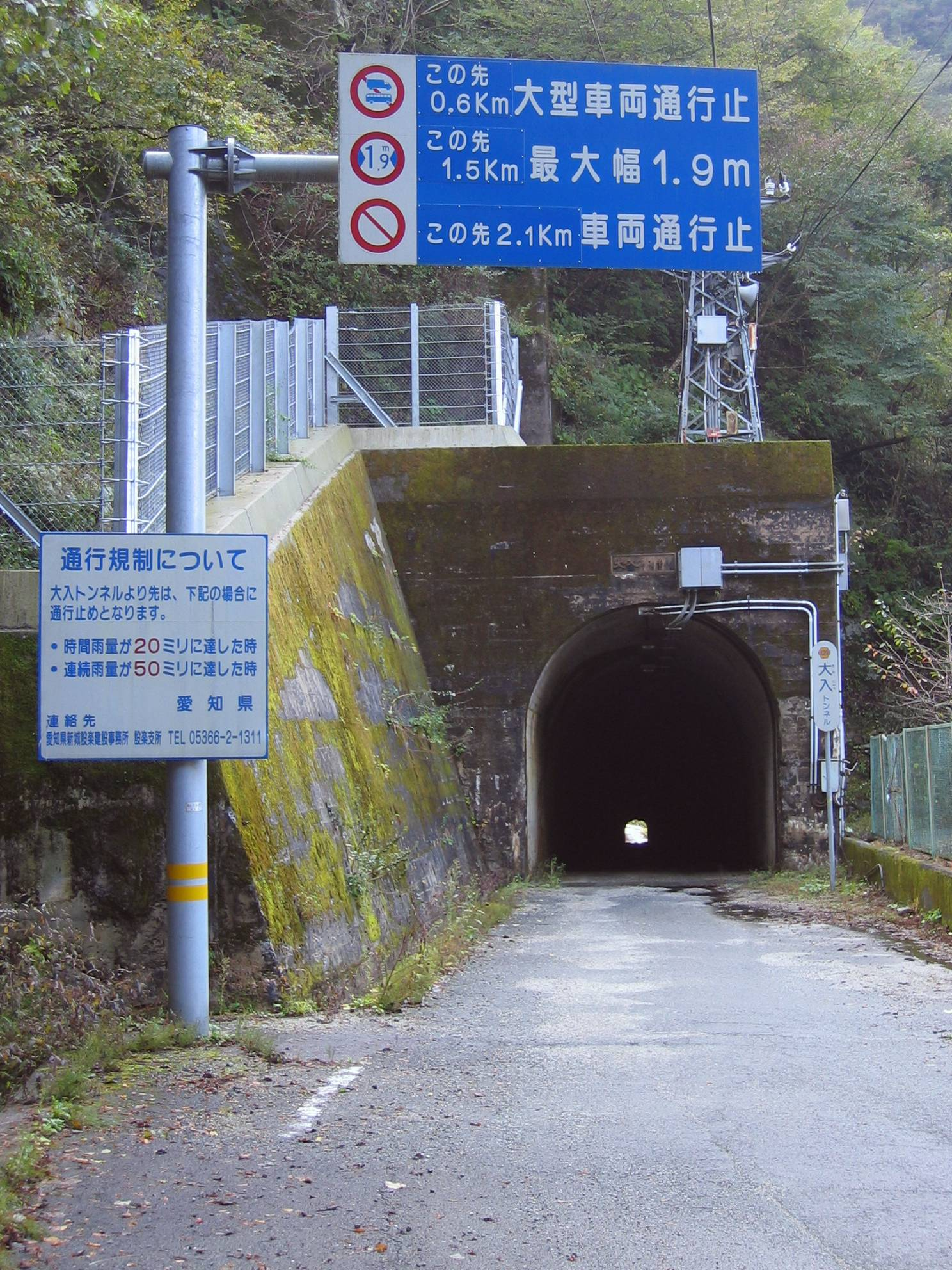
新豊根ダム付近の大入トンネル北側坑門（愛知県北設楽郡豊根村古真立）

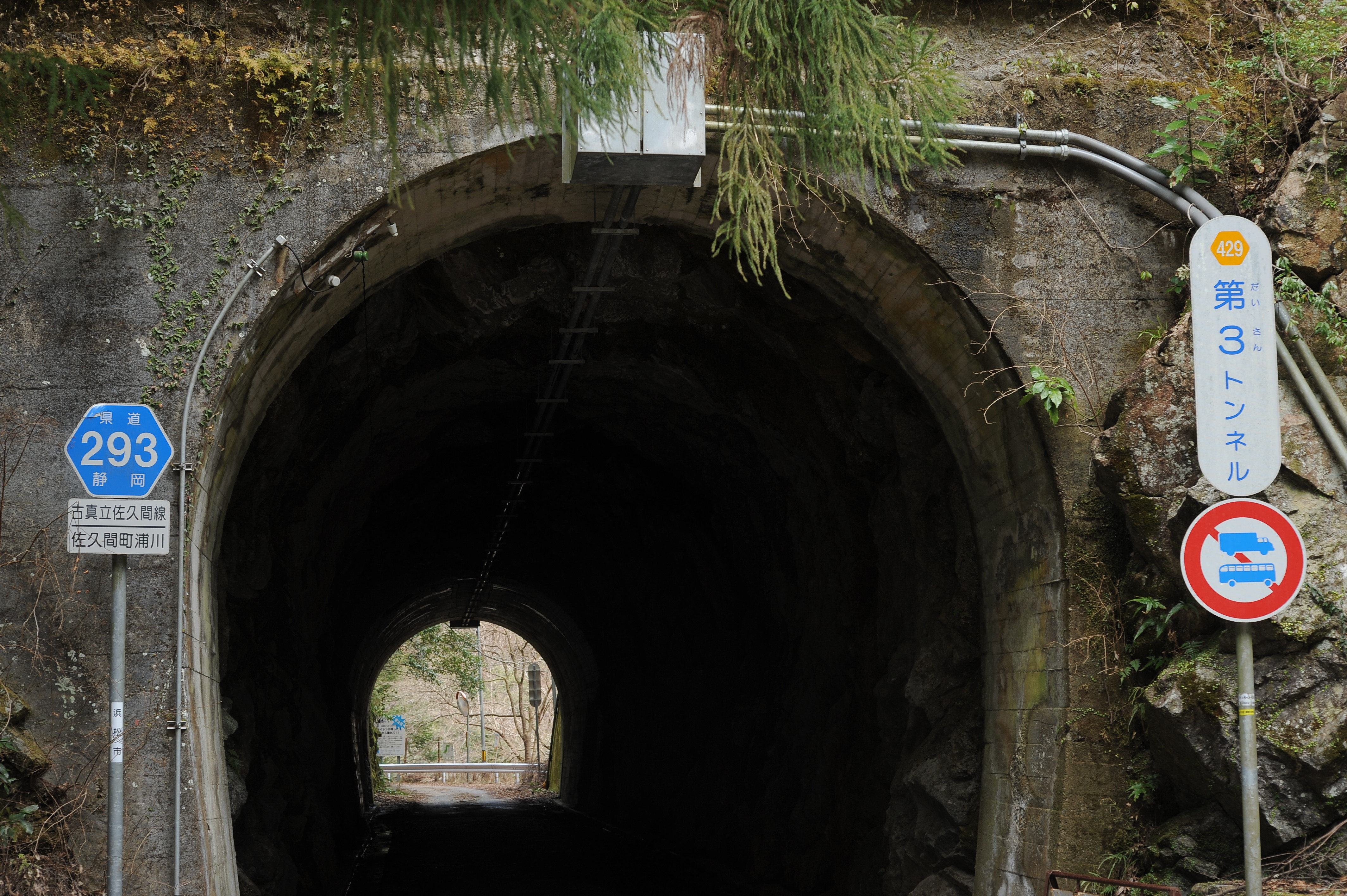
終点付近第3トンネル、県境付近であり両県の標識が併存。（愛知県北設楽郡東栄町下モ山）

## 概要
愛知県道429号・静岡県道293号古真立佐久間線は2県にまたがる県道であるが、大半の区間が愛知県に属していて静岡県に属する区間は終点近くの大千瀬橋のみである。

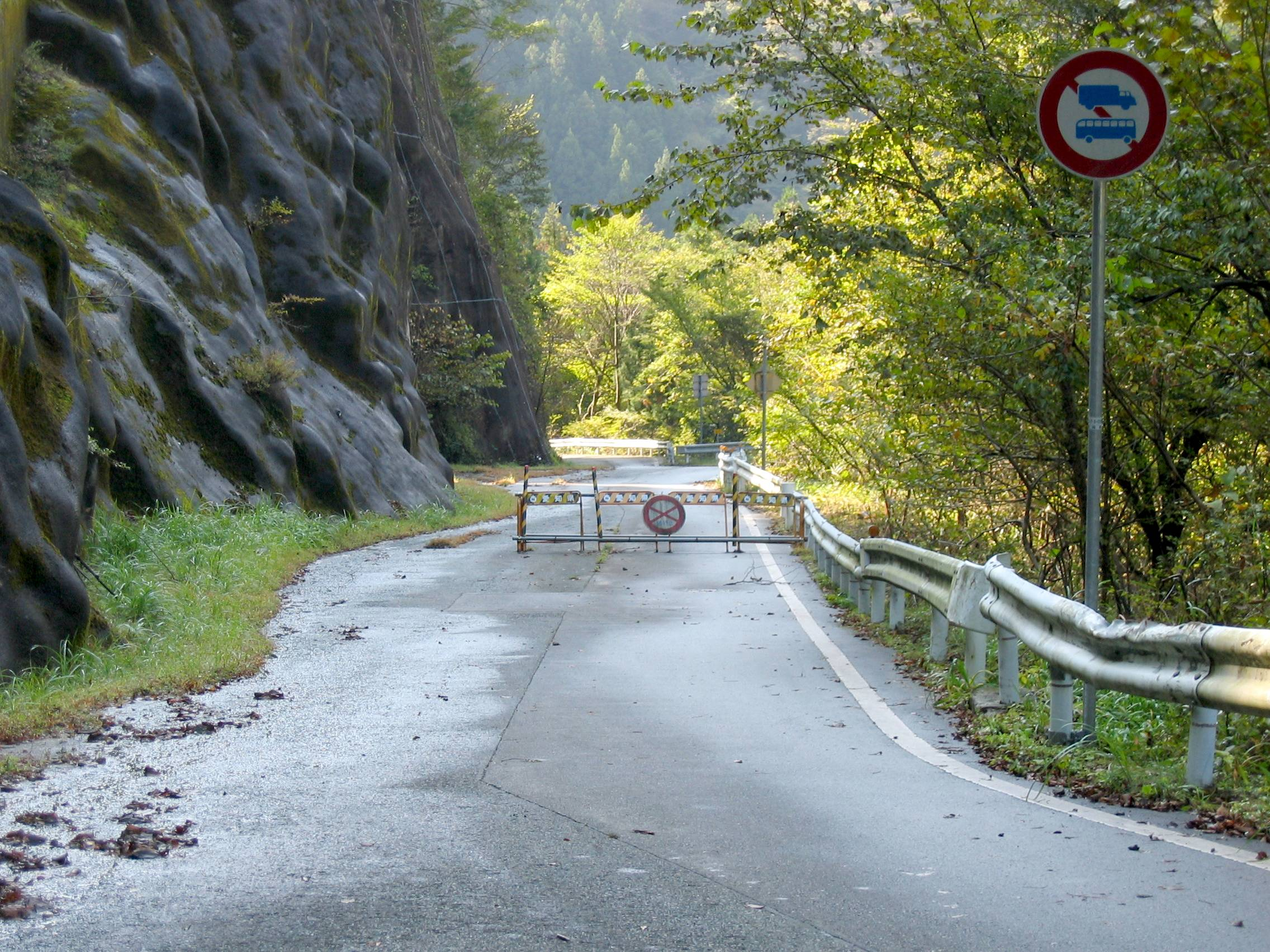
不通区間（大入トンネル南側出口付近、2006年）

平成25年12月24日より、豊根村古真立の林道豊富線分岐点から終点まで10.8kmの区間が落石や路肩決壊の恐れを理由に全面通行止めとなっている。このため、愛知県新城設楽建設事務所により現地に設置された案内板には愛知県道428号古真立津具線と国道151号、国道473号を経由するまわり道が掲示されている。

### 路線データ
- 起点：愛知県北設楽郡豊根村三沢（愛知県道426号津具大嵐停車場線交点）
- 終点：静岡県浜松市天竜区佐久間町浦川（国道473号交点）
- 全長：20.93km

## 沿革
- 1959年12月15日 認定

## 接続路線
- 愛知県道426号津具大嵐停車場線（豊根村三沢地内）
- 愛知県道428号古真立津具線（豊根村古真立地内：豊根大橋東 - 熊野神社前で重複）
- 林道豊富線（一般車両通行止め）

この間長期通行止め
- 国道473号、静岡県道294号御園浦川停車場線（浜松市天竜区佐久間町浦川：大千瀬橋西詰）

## 通過する自治体
- 愛知県
  - 北設楽郡
    - 豊根村 - 東栄町
- 静岡県
  - 浜松市（天竜区）

## 沿線周辺
- 新豊根ダム（みどり湖）
- 大入渓谷（通行止め区間）